# Odontomyia nexura
Odontomyia nexura är en tvåvingeart som först beskrevs av Walker 1858.  Odontomyia nexura ingår i släktet Odontomyia och familjen vapenflugor. Inga underarter finns listade i Catalogue of Life.